# Corinto (Gérôme)
Corinto (Corinthe) è una scultura policroma in gesso dell’artista francese Jean-Léon Gérôme, realizzata nel 1904 e conservata al museo d'Orsay di Parigi.

## Storia
Questa scultura, in gesso dipinto, fu l'ultima opera alla quale Jean-Léon Gérôme mise mano prima di morire nel 1904. Da questo modello Louis-Émile Décorchemont, un assistente dell'artista, trasse una versione marmorea decorata tramite l'aggiunta di smalto e di pietre semi-preziose, che venne esposta postuma al Salon des artistes français che si svolse quello stesso anno. Inoltre, delle riduzioni in bronzo dorato furono fuse presso la fonderia di Siot-Decauville.
La scultura in gesso entrò a far parte delle collezioni del Museo d'Orsay nel 2008, mentre la versione in marmo si trova in una collezione privata statunitense.

## Descrizione
L'opera ritrae una donna seduta a gambe incrociate, nuda eccetto per i gioielli preziosi che indossa, come il diadema e il pettorale. Si tratta di una Tiche, la personificazione della fortuna che garantiva il benessere di una città greca antica, che in questo caso è Corinto. I resti di questa città antica erano venuti alla luce nel 1892, e tra le strutture ritrovate c'erano le rovine del tempio di Afrodite, un luogo noto nelle cronache per le sue ierodule, delle prostitute sacre.
In precedenza, Gérôme aveva scolpito un'altra statua sul tema della Tiche, la Tanagra del 1890, in origine anch'essa policroma: nel colorarla, egli si era ispirato alle statuine policrome ritrovate nel corso di quegli anni nella città di Tanagra, nella Grecia centrale. Rispetto alla Tanagra, nella Corinto sembra prevalere il gusto per l'Oriente che aveva affascinato l'artista per tutta la sua vita, e che contribuisce a rendere maggiormente erotica la scultura.
Come aveva fatto per il suo gruppo I gladiatori, il suo primo grande successo scultoreo, l'artista di Vesoul fece delle ricerche per rendere l'opera il più fedele possibile al mondo classico. I gioielli della donna si ispirano a dei reperti greci ed etruschi provenienti dalla collezione Campana, che erano entrati nelle collezioni del museo del Louvre nel 1861, come pure alle illustrazioni del libro di Eugène Fontenay Les Bijoux anciens et modernes, pubblicato nel 1887. Si è ipotizzata come ulteriore fonte d'ispirazione anche la Dama di Elche, un busto di fattura iberica che era stato scoperto nel 1897. Eppure, è comunque presente un dettaglio anacronistico, dato che la capigliatura della figura non è ellenica, bensì è quella di una donna della Parigi di quegli anni (come per la Giocatrice di palla, una scultura da lui realizzata poco tempo prima).
La versione marmorea di Décorchemont poggia su una base composta da un capitello corinzio di bronzo dorato e da una colonna scanalata in marmo verde. Alla base del capitello è presente l'iscrizione latina "NON LICET OMNIBUS / ADIRE CORINTHUM" ("Non è consentito a tutti andare a Corinto"), una frase tratta dal primo libro delle Epistole di Quinto Orazio Flacco (17,36) che si riferiva allo stile di vita lussurioso ma molto costoso della città ellenica.